# Vladislav III. Tenkonohý
Vladislav III. Tenkonohý (polsky: Władysław III Laskonogi; 1161/67 – 3. listopadu 1231) byl polský kníže-senior, vládnoucí v letech 1202–1206 a 1227–1229, z rodu Piastovců. Byl třetím synem polského knížete Měška III. a jeho ženy Eudoxie Kyjevské. Jeho přezdívka očividně odkazující k jeho nezvykle dlouhým a tenkým nohám pochází z Velkopolské kroniky.

## Život

### Spolupráce s Měškem Starým
Vladislav se narodil mezi lety 1161 až 1167. První zmínka o něm, je z roku 1168. Tehdy byl jeho malé dítě, svědkem předání daru cisterciáckému klášteru.
V roce 1177 byl s otcem a sourozenci Boleslavem a Měškem donucen opustit dočasně Polsko. Důvodem, byla vzpoura jeho nevlastního bratra Odona a strýce Kazimíra II. Spravedlivého proti tehdejšímu seniorovi Měškovi III. Starému. Pravděpodobně následoval otce v Čechách a v Pomořansku. Vladislav se i s rodinou vrátil do Velkopolska až v roce 1181. Přesto, že už byl právně dospělý, nedostal od otce část knížectví. Kolem roku 1186 se oženil s Lucií z Rujány, dcerou rujánského knížete Jaromana. Pravděpodobně to byl krok Měška Starého, uzavřít spojenectví s knížaty v západním Pomořansku.
Po smrti jeho nevlastního bratra Odona mu jeho otec Měšek III. Starý dal knížectví v jižním Velkopolsku podél řeky Obry. Zároveň se stal poručníkem Odonova syna Vladislava Odonice.
Dne 13. září 1195 zemřel jeho poslední bratr Boleslav Kujavský. Za tři roky se seniorem stal přece jenom Měšek III. Starý. I přesto, že přísahal, že jeho nástupcem se stane syn Kazimíra II. Spravedlivého Lešek I. Bílý, se snažil, aby krakovský trůn zůstal v jeho krvi.

### Seniorem
Měšek III. Starý zemřel 13. března 1202. Vladislav se mohl díky silné podpoře vévody Mikołaje Gryfity stát polským seniorem. Povedlo se mu uzavřít příměří s dánským králem Valdemarem a s Jindřichem I. Bradatým udělali výměnu knížectví. Jindřich dostal od Vladislava knížectví kališské a Vladislav Lubušsko. Opozice proti Vladislavovi brzy rostla a brzy bylo více mužů na straně syna Kazimíra II. Spravedlivého Leška I. Bílého. Po čtyřech letech, se knížetem stal Lešek I. Bílý, kvůli Vladislavově pozornosti na Pomořansko. Někteří historici kladou Leškovo ovládnutí Krakova do o něco dřívějšího období (několika měsíců po smrti Měška III.), vzhledem k nedostatku zdrojů se dá tento fakt jen obtížně dokázat.

### Konflikt s Vladislavem Odonicem a Jindřichem Kietliczem
Když byl roku 1206 Vladislav Odonic prohlášen za dospělého, dožadoval se na svém strýci otcovo dědictví, kališské knížectví. Nepodařilo se mu však dohodnout se svým strýcem Vladislavem, proto se ještě toho roku rozhodl s ním válčit. Na jeho stranu se postavil hnězdenský arcibiskup Jindřich Kietlicz, který chtěl církev také osamostatnit. Válku se mu však nepodařilo vyhrát, navzdory tomu, že Kietlicz na Vladislava uvrhl klatbu. Vladislav i s arcibiskupem uprchl do Slezska za Jindřichem Bradatým. Ten mu dal Kališ, pod podmínkou, že při opanování celého Velkopolska, kališsko vrátí Slezsku. I přes vrácení Kališe, Jindřich Bradatý se snažil konflikt vyřešit diplomatickou cestou. Svolal do Hlohova sjezd, na kterém Jindřich a biskupové lubušští a poznaňský zjistili, že řešení situace nebude snadné. Jediné, co se podařilo dojednat, bylo navrácení Kietlicze do Hnězdna. Vladislav se však ani nesmířil, ani se nemohl vrátit do Velkopolska.

### Zlepšení vztahů s Odonicem
V roce 1216 díky podpoře Jindřicha Kietlicze vrátil Vladislav Tenkonohý Vladislavovi Poznaňsko. Vyskytl se však nový problém. V souladu se smlouvou z roku 1206 s Jindřichem Bradatým se muselo knížectví kališské vrátil Slezsku. Navíc na sjezdu v Dankówě Vladislav Tenkonohý a Lešek I. Bílý podepsali dohodu o vzájemném následnictví, což bylo pro Vladislava velmi nebezpečné.

### Smlouva s Leškem Bílým
Dobré vztahy s Odonicem trvaly méně než rok. V roce 1217 byla neočekávaně dohodnuta dohoda mezi Vladislavem Tenkonohým a Leškem I. Bílým, ve které se oba dva domluvili, kdyby jeden z nich zemřel bez mužských potomků, tak ten druhý se stane knížetem druhého knížectví. Tato smlouva byla velmi nebezpečná pro Odonice, který byl tehdy nejbližším příbuzným Vladislava.

### Smrti Leška Bílého
Po porážce Vladislava Tenkonohého u Ujście se Vladislav rozhodl se svým synovcem smířit. Nejen kvůli tomu byl svolán sjezd do Gasawy. Na něm byl však zavražděn Lešek Bílý. Někteří historici se domnívají, že za vraždou stál Vladislav Odonic. Prvděpodobněji se však jeví varianta, že Leška nechal zavraždit pomořanský vévoda Svatopluk.

### Další boje s Odonicem
Po událostech v Gasawě se Vladislav chopil moci v Malopolsku. Na počátku roku 1228 zaútočil s pomocí slezských vojsk Vladislav Tenkonohý na Vladislava Odonice. Sice se mu ho podařilo uvěznit, ale Vladislav ještě toho roku utekl do Mazovska za Konrádem Mazovským, se kterým vylepšil vztahy.

### Vyhnání a smrt
Roku 1229 vpadl s Konrádem Mazovským do Velkopolska. Odonicovi se podařilo dobýt knížectví jeho strýce. Vladislav Tenkonohý utekl do Ratibořska. Na jaře roku 1231 vpadl Jindřich Bradatý do Velkopolska. Byl však poražen u Hnězdna a Vladislav mohl slavit velké vítězství. 3. listopadu zemřel Vladislav III. Tenkonohý. To změnilo situaci, jelikož právo na Velkopolsko přešlo na Jindřicha Bradatého

## Rodina
Kolem roku 1186 se Vladislav oženil s Lucií, dcerou rujánského knížete Jaromara. Manželství bylo neplodné, Vladislav měl během jeho trvání údajně řadu milenek.[zdroj?]